# G*Power
G * Power是用于计算统计功效的免费軟體，可为各种假設檢定（包括學生t检验、F检验和卡方检验）计算功效，或是為試驗估計所需樣本數。计算功效時，使用者必須提供軟體五个变數中的四个：组数、观察数、效應值、显着性差異水平 （α）或功效 （1-β）。如果无法根据既有文献进行估算或难以计算，G * Power具有内置工具以決定效果大小。 